# Receptors de tipus Toll

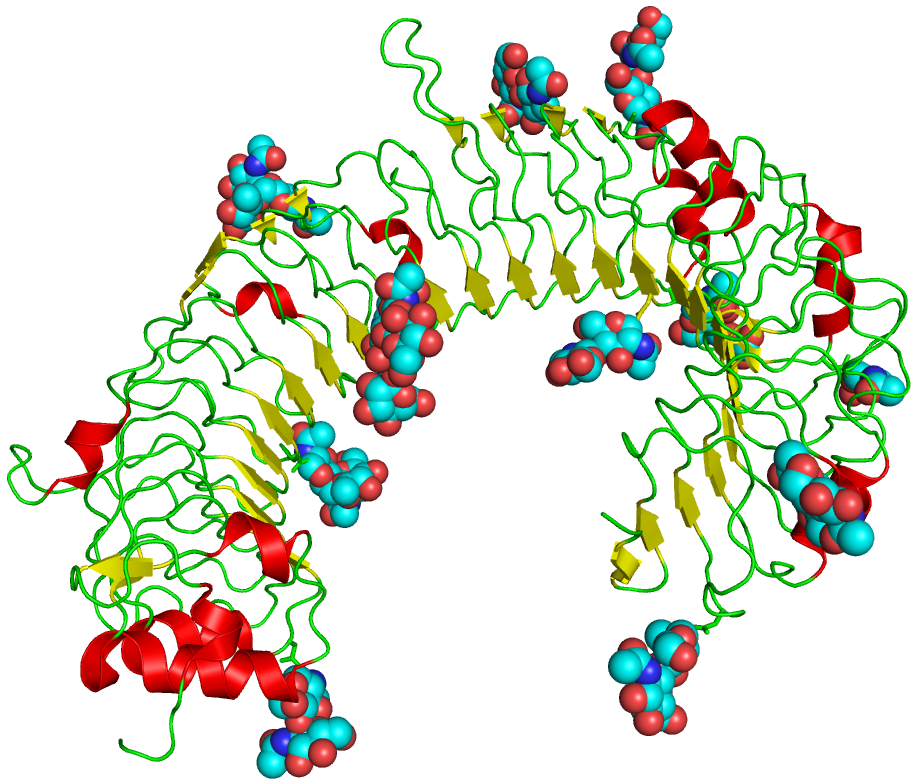
La regió extracel·lular en forma de ferradura rica en repeticions de leucina (LRR) dels receptors de tipus Toll, exemplificada aquí per TLR3.

Els receptors de tipus Toll (Toll-like receptors, TLR) constitueixen una família de proteïnes transmembrana implicades en el reconeixement de patrons moleculars associats a patògens (pathogen-associated molecular patterns, PAMP) i en la iniciació de la resposta immunitària innata. Són expressats predominantment en cèl·lules immunitàries innates com ara macròfags, cèl·lules dendrítiques, mastòcits i cèl·lules epitelials.
Els TLR detecten components moleculars altament conservats dels microorganismes —com lipopolisacàrids, àcids nucleics vírics, flagel·lina i lípids bacterians— un cop aquests han superat les barreres epitelials físiques de l’hoste. El reconeixement d’aquests lligands per part dels TLR activa cascades de senyalització intracel·lulars mitjançant adaptadors com MyD88 o TRIF, que condueixen a l'activació de factors de transcripció com NF-κB i IRF, promovent l’expressió de citocines proinflamatòries, quimiocines i altres efectors immunològics.
En humans, s'han identificat 10 TLR funcionals: TLR1–TLR10. Altres membres de la família, com TLR11, TLR12 i TLR13, es troben actius en espècies no humanes, com rosegadors, i no estan funcionals o expressats en humans.
Els TLR van ser nomenats per la seva homologia estructural amb la proteïna Toll de Drosophila melanogaster, identificada per primera vegada el 1985 per Christiane Nüsslein-Volhard. El nom «Toll» deriva d’una exclamació alemanya —«Das ist ja toll!», que es tradueix com «Això és gran!»"— expressada espontàniament en observar l’efecte fenotípic de la mutació.